# Luigi Magnani
Luigi Magnani (Reggio Emilia, 29 gennaio 1906 – Mamiano, 15 novembre 1984) è stato un critico musicale, musicologo e scrittore italiano.
Nacque da Giuseppe, un imprenditore agricolo e titolare di un'industria casearia, ed Eugenia Rocca, di una nobile famiglia della Liguria. Ebbe come straordinario maestro Adolfo Venturi e nel 1927 ottenne il premio Naborre Campanini dalla Regia Deputazione di storia patria per la memoria su Gerolamo Toschi e l'Accademia romana di filosofia naturale.
Nel 1929 si laureò in Lettere moderne all'Università di Roma (dove, più tardi, insegnò) con una tesi in storia dell'arte sullo scultore del XVI secolo Antonio Begarelli. Conseguì anche un diploma di perfezionamento. 
Deve invece la sua formazione musicale ad Alfredo Casella. Dal grande interesse per la musica nacque l'edizione di: Cori della Passione, per voci sole, Oratorio di Emmaus, Pavane, Passacaglia, Due stanze di canzone e Mallarmé e i miti della musica , e la sua più tarda produzione saggistica. Determinanti i suoi studi su Beethoven e i Quaderni di conversazione.
Nel 1941 la famiglia Magnani si spostò a Mamiano, frazione di Traversetolo; in quegli anni Luigi strinse amicizia con il celeberrimo pittore bolognese Giorgio Morandi, dal quale comperò o ricevette in dono numerose opere. Anche oggi nella villa di Mamiano è ospitata la collezione di opere d'arte da lui creata e continuamente arricchita fino alla sua morte, e per la quale avviò il percorso per la creazione della Fondazione Magnani-Rocca.
Come storico dell'arte, significativa fu la sua collaborazione con l'Istituto Treccani, per il quale negli anni trenta curò le biografie di numerosi scultori emiliani del cinquecento, e con la Sapienza, presso la quale tenne dal 1949 al 1962 la cattedra di Storia delle arti decorative del manoscritto e del libro. Nel 1962 Luigi Magnani entrò a far parte della Pontificia Accademia di belle arti e lettere dei Virtuosi al Pantheon di Roma. Nel 1964 curò per la Rai una serie di trasmissioni nel quarto centenario della morte di Michelangelo. 
Nel 1973 vinse il Premio Selezione Campiello col romanzo Il nipote di Beethoven.
Nel 1981 venne insignito del premio Otto/Novecento di critica letteraria per la sezione "Edito". Nel 1982 uscì Il mio Morandi, opera che testimonia l'amicizia fra i due personaggi e ne raccoglie la corrispondenza.
Magnani morì il 15 novembre 1984 nella villa di Mamiano.

## Opere
- Le frontiere della musica, Milano-Napoli, Ricciardi Editore.
- Il nipote di Beethoven, Collana Supercoralli, Torino, Einaudi, 1972. - Endemunde, 2015, ISBN 978-88-979-5024-0.
- Beethoven nei suoi quaderni di conversazione, Collana Saggi, Torino, Einaudi, 1975.
- Goethe, Beethoven e il demonico, Torino, Einaudi, 1976.
- La musica in Proust, Collana Saggi n.594, Torino, Einaudi, 1978  [Riccardo Ricciardi Editore, Milano-Napoli, 1967].
- L'idea della Chartreuse. Saggi stendhaliani, Torino, Einaudi, 1980.
- Il mio Morandi. Un saggio e 58 lettere, Collana Saggi n.646, Torino, Einaudi, 1982.
- Beethoven lettore di Omero, Torino, Einaudi, 1984.
- Le due verità di Beethoven, a cura di Gian Paolo Minardi, Nuova Alfa Editoriale, 1990.